# Gieorgij Millar

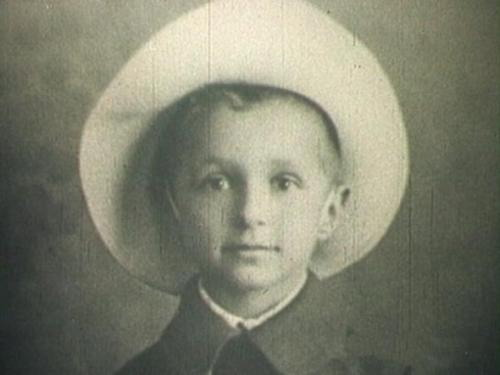
Gieorgij Millar jako dziecko

Gieorgij Francewicz Millar (ros. Георгий Францевич Милляр; ur. 25 października?/7 listopada 1903 w Moskwie, zm. 4 czerwca 1993 tamże) – radziecki i rosyjski aktor filmowy i głosowy. Ludowy Artysta RFSRR (1988). Najbardziej znany z wcielania się w rolę postaci złej Baby Jagi, którą zagrał w kilku produkcjach filmowych. Pochowany na Cmentarzu Trojekurowskim w Moskwie.

## Filmografia

### Filmy fabularne
- 1934: Marionetki
- 1938: Zaklęta narzeczona[3]
- 1939: Zaczarowany świat[3] jako Baba Jaga, ojciec
- 1940: Sybiracy jako dziadek Jakow
- 1941: Konik Garbusek
- 1943: My z Uralu
- 1944: Za siedmioma górami[4]
- 1958: Nowe przygody Kota w butach
- 1958: Sampo
- 1963: Królestwo krzywych zwierciadeł
- 1964: Dziadek Mróz jako Baba Jaga
- 1966: Wojna i pokój jako Moriel
- 1966: Cudowna lampa Aladyna
- 1967: Kaukaska Branka
- 1968: Ogień, woda i miedziane trąby jako Kościej / Baba Jaga
- 1969: Królewna z długim warkoczem jako Cudo-Judo
- 1973: Złotorogi jeleń jako Baba Jaga
- 1975: Finist – dzielny sokół jako Kastriuk, sługa Kartausa
- 1978: Jesienne dzwony
- 1983: Kometa
- 1992: Detonator

### Filmy animowane
- 1947: Konik Garbusek jako Car
- 1948: Noc noworoczna jako Leszy
- 1949: Gęsi Baby-Jagi jako Jeżyk
- 1949: Wiosenna bajka
- 1950: Cudowny młyn jako Car
- 1953: Bracia Lu jako strażnik więzienny
- 1953: Koncert w lesie
- 1954: Wszystkie drogi prowadzą do bajki
- 1954: Królewna żabka jako Baba Jaga
- 1955: Cudowna Podróż jako gęś
- 1957: W pewnym królestwie

## Odznaczenia
- 1965: Zasłużony Artysta RFSRR
- 1988: Ludowy Artysta RFSRR